# Ypsilon Ophiuchi
Ypsilon Ophiuchi (υ Ophiuchi , förkortat Ypsilon Oph, υ Oph) som är stjärnans Bayerbeteckning, är en dubbelstjärna belägen i den västra delen av stjärnbilden Ormbäraren. Den har en skenbar magnitud på 4,62 är synlig för blotta ögat. Baserat på parallaxmätning inom Hipparcosuppdraget på ca 24,4 mas, beräknas den befinna sig på ett avstånd av ca 134 ljusår (41 parsek) från solen.

## Egenskaper
Primärstjärnan, Ypsilon Ophiuchi A, är en blå stjärna i huvudserien av spektralklass A3m. Den har en massa som är 1,9 gånger större än solens massa och en uppskattad radie som 1,9 gånger större än solens. Den utsänder från dess fotosfär ca 16,6 gånger mera energi än solen vid en effektiv temperatur på ca 8 360 K.
Ypsilon Ophiuchi Aa, är en spektroskopisk dubbelstjärna med en beräknad omloppsperiod på 27,2 dygn och excentricitet 0,74. Den har också en nära följeslagare Ab, med en skenbar magnitud på 8,83, omloppsperiod på 82,8 år och excentricitet 0,45.